# Miodòcops
Els miodòcops (Myodocopa) són una subclasse de crustacis de la classe dels ostracodes. Es caracteritzen per tenir una cuirassa pobrament calcificada i 8-9 artells en l'exopodi de la segona antena (Kornicker, 1993). La part ventral de la cuirassa no és còncava i les valves no se sobreposen massa (Horne, 2002).
Malgrat la pobra calcificació de la cuirassa, se'n coneixen alguns fòssils (en contrast, es coneixen milers d'espècies fòssils de Podocopa, l'altra subclasse d'ostràcodes). Són d'especial interès aquells en què també es conserven parts internes del cos, i no sols la cuirassa. Aporten molta informació sobre els parents evolutius del tàxon i fins i tot entre els espècimens encara vius en l'actualitat. S'han trobat dos fòssils de gran interès en alguns dipòsits del Silurià datats fa 425 milions d'anys, que tenen parts del cos internes ben preservades (Siveter et al. 2003, Siveter et al. 2007).

## Taxonomia
La subclasse Myodocopoda inclou 1.472 espècies en dos ordres:
- Ordre Halocyprida
- Ordre Myodocopida